# RGS6
RGS6‏ (Regulator of G-protein-signaling 6) هوَ بروتين يُشَفر بواسطة جين RGS6 في الإنسان.